# Тодор Бирта
Тодор Бирта (Клокотич, 1834 — Клокотич, прва половина 20. века) је био српски трговац и један од најистакнутијих Карашевака у другој половини 19. века.

## Биографија
Бирта је рођен у Клокотичу 1834. године. Школовао се по мађарским школама и током живота је постао имућан трговац. Сматрао је да су Карашевци српског порекла и да су дошли из Старе Србије. Свој став о томе он износи јавно 1920. године у једном писму упућеном цилому карашевскому народу, где он стари рођени Сербин Тодор Бирта, 86 година стар каже: 
| „ | Наши прадедови скоро 500 године камо Сербије, из Старе Серби(ј)е, Турске Босне... овамо дошли, који сербски језик говоримо, сербски обичаји водимо... али само из сербске вире јесу нас католички попове у католичку виру приузели. | ” |

Међу многобројним Карашевцима који су се дописивали са Јованом Живојиновићем, који је много допринео да тадашњој српској јавности скрене пажњу на овај од ње заборављени живаљ, био је и Тодор Бирта. У једном писму, у коме Живојиновићу шаље опис неких карашевских обичаја, Бирта каже: 
| „ | Радовао би се ако би могао доживити да се сви наши Карашевски Обичаји по свим Сербским и Славонским Народу тискано (труковано) разгласити и разширити могли... По причању од старина, каже се, да су Фрањевци (фратри) те људе, који су као расејане и изгубљене овце живели по бреговима, потражили по њиховим становима, новорођенчад им крстили и обратили их у римокатоличку веру: тако су досељеници Срби Бошњаци полагано постали сви католици, али се староверски обичаји (православни српски) код њих и данас пресађиваху у народу и живеће већито међу католицима Крашованима. | ” |

Касније се Бирта поново јавља Живојиновићу, овог пута са опширнијим и потпунијим описом народних обичаја, изражавајући жељу да их српском свету представи објвљивањем, а писмо закључује овим речима: 
| „ | У уффанију да сам вас сас зактеваними Обичаја Карашевског Народа подпуно задовољио, што нитко други осим мене од Карашевци није у стању, мислим да и ви вашу обречену добровољност за разглашење и разширење ове старе изгубљене и опет најдене Братје Сербског Народа хоће изпунити... | ” |